# غراند تير
غراند تير  (بالإنجليزية: Grande-Terre)‏ هي جزيرة تابعة لـ فرنسا تقع في البحر الكاريبي. يبلغ عدد سكانها 197,603 نسمة (بكثافة 337 شخص لكل كيلومتر مربع) وذلك حسب إحصائيات سنة 2006. تبلغ مساحتها 586.68 كم².

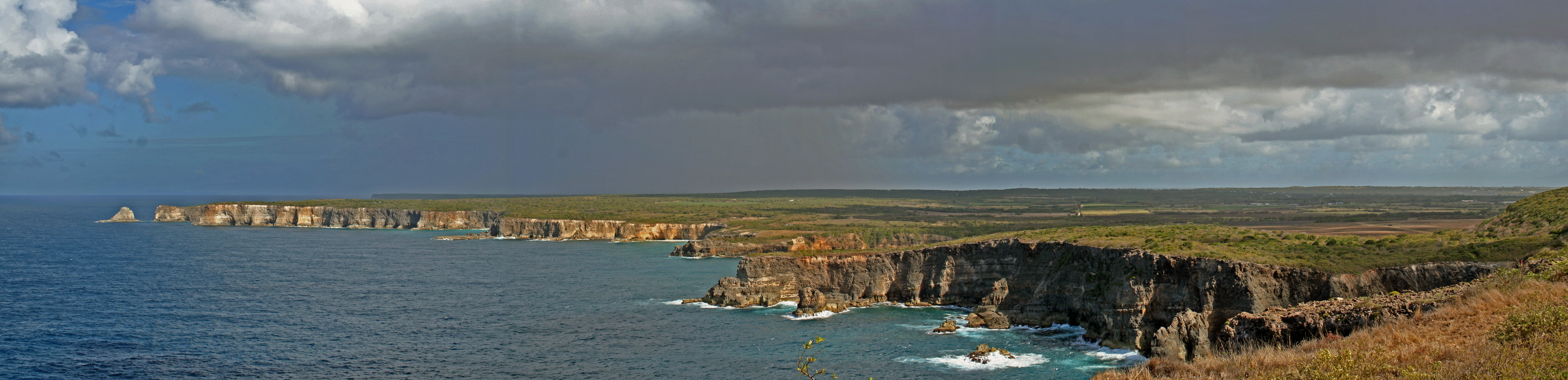
صورة بانورامية من بوانت دو لا غراندي فيجي في شمال غراند تير، غوادلوب.